# مصطفى أبو عز الدين
مصطفى أمين أبو عز الدين (1878 - 14 سبتمبر 1949) طبيب عسكري لبناني.  من العبادية في قضاء بعبدا، ينتمي إلى عائلة درزية. تخرج من الجامعة اليسوعية دكتوراً في الطب سنة 1902. التحق بالجيش المصري الخديوي في 1903 ثم جيش السودان الإنجليزي المصري. اهتم بمكافحة الأمراض والوقاية منها في السودان حتى التقاعد في 1926. له البحوث العلمية والأدبية نشرت في الصحف اللبنانية والمصرية والترجمة في مجال الطب.

## سيرته وعمله
ولد مصطفى بن أمين ابن براهيم بن منصور في العبادية سنة 1878. تلقى علومه الثانوية في مدرسة غزير ثم التحق بالجامعة اليسوعية وتخرج فيها دكتوراً في الطب سنة 1902، فسافر إلى مصر وعيّن طبيباً في الجيش المصري 1903، ثم ذهب إلى السودان وكان طبيباً للحرس الخديوي. وقبل الحرب العالمية الأولى استقر في السودان، وعمل في معظم المناطق السودانية، واسهم في مكافحة البلهارسيا، وكان أول من استعمل مادة الأنتيمون لمعالجة هذا الداء. وعمل في بلدة مكوار في مكافحة الملاريا في‌ أثناء بناء السد في النيل الازرق في شرق السودان في‌ أوائل العشرينات. 

كان أول عربي تكلف رئاسة مستشفى الخرطوم أكبر مستشفيات السودان وكان هذا المنصب قبلاً وفقاً على الأطباء البريطانيين.
وفي 1926 تقاعد عن العمل برتبة عقيد وسافر إلى باريس وتخصص في أمراض العين وعاد بعدها نهائياً إلى لبنان سنة 1930، ومارس الطب في عيادته الخاصة. وفي أواسط الأربعينات عيّن عضواً في المجلس الصحي الأعلى للدولة اللبنانية. 

توفي في العبادية في 14 أيلول 1949.

## حياته الشخصية
أسهم في تأسيس جمعية المعارف الدرزية سنة 1911 وتولى أمانة صندوقها، وكان من أركان جمعية أصدقاء الشجرة التي أنشئت في بيروت سنة 1935، واشترك في تأسيس جمعية تنشيط السياحة والاصطياف سنة 1936. وكان أخويه هما محمد وسليمان وابنته هي المؤرخة نجلاء أبو عز الدين من مواليد 1907. 

## مؤلفاته
له عدد كبير من البحوث العلمية والأدبية والعمرانية نشرت في الصحف اللبنانية والمصرية. وترجم إلى العربية سنة 1946 كتاب الطب العربي:مقدمة لدرس مساهمة العرب في الطب والعلوم المتصلة به عن الإنجليزية لأمين أسعد خير الله. 